# Cheongwon
Cheongwon (kor. 청원군, Cheongwon-gun) - powiat znajdujący się w prowincji Chungcheong Północny w Korei Południowej.

## Symbole
- Ptak - Sroka
- Kwiat - Magnolia
- Drzewo - Zelkova (spokrewnione z europejskimi wiązami)

## Warto zobaczyć
- Park Solbat-gongwon.
- Świątynia Hyonamsa.
- Dom Wunbo - jego właścicielem jest Kichang Kim, malarz koreański, znany pod pseudonimem Wunbo.
- Centrum sportowe Cheongwon w Hyongtong-ni, Bukil-myeon.
- Pięciopiętrowa kamienna pagoda z okresu Goryeo.